# NGC 2579
NGC 2579 ist ein offener Sternhaufen im Sternbild Puppis, der mit einem H-II-Gebiet assoziiert ist, eine Winkelausdehnung von 19,0' und eine scheinbare Helligkeit von 7,5 mag hat. Er wurde am 1. Februar 1835 von John Herschel entdeckt und wird auch OCL 724 bezeichnet.